# تراسي فريمان
تراسي فريمان (بالإنجليزية: Tracey Freeman)‏ هي منافسة ألعاب القوى أسترالية، ولدت في 1948.

## روابط خارجية
- تراسي فريمان على موقع النتائج التاريخية لألعاب القوى الأسترالية (الإنجليزية)